# Blue Springs (Nebraska)
Blue Springs é uma cidade localizada no estado americano de Nebraska, no Condado de Gage.

## Demografia
Segundo o censo americano de 2000, a sua população era de 383 habitantes. 
Em 2006, foi estimada uma população de 376, um decréscimo de 7 (-1.8%).

## Geografia
De acordo com o United States Census Bureau, a localidade tem uma área de 2,0 km², sem área coberta por água. Blue Springs localiza-se a aproximadamente 385 m acima do nível do mar.

## Localidades na vizinhança
O diagrama seguinte representa as localidades num raio de 16 km ao redor de Blue Springs. 